# Klimec
Klimec (ukrán betűkkel: Климець, lengyelül: Klimiec, előfordul Klinec alakban is) falu Ukrajna Lvivi területének Szkolei járásában. Saját önkormányzattal rendelkezik. Lakóinak száma a 2001-es népszámlálás idején 342 fő volt. Az Északkeleti-Kárpátok galíciai oldalán, a Vereckei-hágóra vezető út mentén fekszik.

## Története
A település a 16. század közepén alakult ki. 1772-ig Lengyelországhoz tartozott. 1703-ban a falu határában találkozott Esze Tamás és II. Rákóczi Ferenc, majd innen vonultak be Magyarországra.
Lengyelország első felosztása után Ausztriához került,  Galícia és Lodoméria királysága része volt. Az osztrák időszakban a falu nyugati részén német telepesek alakítottak ki egy kolóniát, melynek a Karlsdorf nevet adták. Ez a kolónia a második világháború idején szűnt meg.
Az első világháború után a terület ismét lengyel fennhatóság alá került. A Második Lengyel Köztársaság idején kezdetben önálló község (gmina) volt, majd 1934-ben a falut Tuholka községhez csatolták. 1932-ig közigazgatásilag a Stanisławówi vajdaság Skolei járásához tartozott, majd ezt követően ugyanennek a vajdaságnak a Stryji járásához csatolták.
A lengyelországi hadjárat után a keleti lengyel területekkel együtt szovjet megszállás, majd 1941-től német megszállás alá került. A második világháborút követően a falu az Ukrán SZSZK-hoz tartozott.

## Külső hivatkozások
- Klimec az Ukrán Legfelsőbb tanács közigazgatási adatbázisában (ukránul)[halott link]